# NICE IN LIP+L
「NICE IN LIP+L」は、PENICILLINのシングル。

## 概要
「Butterfly」から、10ヶ月ぶりのシングル。
タイトルの"NICE IN LIP+L"は、バンド名のアナグラムになっている。仮タイトルは『白い恋人』であった。

## 収録曲
1. NICE IN LIP+L
日本テレビ系「恋のチューンネップ」エンディング・テーマ
2. ×・×・×(Born in 1995)
3. NICE IN LIP+L(No Vocal Edition)

## 収録アルバム
- ベスト『THIS IS PENICILLIN 1994-1999』（1999年10月6日）